# Candy (drama)
Candy es un drama basado en el manga japonés Candy Candy realizado en Indonesia. Fue producido por RCTI y dirigido por Widi Wijaya. Es guion es obra de Serena Luna.

## Reparto
- Amanda Rachel como Candy
- Nimaz Dewantary como Rani
- Lucky Perdana como Topan dan Anthony
- Moudy Wilhelmina como Diana
- Lucky Alamsyah como Billy
- Umar Lubis como Ari
- Lia Kartika como Inge
- Gisella Cindy como Liza
- Kevin Julio como Aldi
- Bobby Joseph como Terry
- Joy Octaviano como Neil
- Hanna Hasyim como Rita
- Enno TB como Yesi